# 神野崇
神野 崇（かみの たかし、1975年11月8日 - ）は、日本の俳優である。文学座所属。大阪府出身。

## 出演作品

### 舞台
2002年
- 初舞台『天保十二年のシェイクスピア』（劇団協議会）赤坂ACTシアター

2003年
- 『ドン・ジュアン』（文学座本公演）世田谷パブリックシアター
- 『Just Business　商談』（文学座アトリエ公演）
- 『リチャード三世』（本公演）世田谷パブリックシアター

2004年
- 『お日様の輝く間に』（NIL企画）神楽坂DIE PRATZE
- 『ハロー、グッバイ』彩の国さいたま芸術劇場

2005年
- 『油単』東京芸術劇場小ホール2
- 『アルバートを探せ』（アトリエ）

2006年
- 『シラノ・ド・ベルジュラック』（本公演）THEATRE1010
- 『署名人』『卵』サイスタジオコモネ

2007年
- 『ブルーストッキングの女たち』（地人会）紀伊國屋ホール

2008年
- 『パイドラの愛』（青年団）サイスタジオ コモネ
- 『ナクソス島のアリアドネ』（東京二期会）東京文化会館大ホール
- 『おーい幾多郎』吉祥寺シアター

2010年
- 『私のかわいそうなマラート』座・高円寺2

2011年
- 『美しきものの伝説』（本公演）紀伊國屋サザンシアター
- 『猿』TBスタジオ
- 『ヴェニスの商人』金沢市民芸術劇場

2012年
- 『ふるあめりかに袖はぬらさじ』赤坂ACTシアター
- 『海の眼鏡』（アトリエ）

2013年
- 『また逢おうと竜馬は言った』（日本工学院）大田文化の森ホール
- 『恋むらさき〜謡曲「杜若」』六本木ストライプスペースB
- 『冬物語』（シェイクスピア・シアター）俳優座劇場

2014年
- 『尺には尺を』（本公演）あうるすぽっと

2018年
- 『ジョー・エッグ』（文学座アトリエの会）

2019年
- 『スリー・ウィンターズ』（文学座アトリエの会）
- 『メモリアル』（文学座アトリエの会）

2020年
- 『歳月/動員挿話』（文学座アトリエの会）

2024年
- 『摂』（本公演）紀伊國屋ホール[2]

2025年
- 『ガリレオの目-それでも地球は-』（EVIDENT PROMOTION）シアター・アルファ東京[3]

### 映画
- 八日目の蝉（2011年）
- ガール（2012年）
- 臨場 劇場版（2012年）

### テレビドラマ
- 万引きGメン・二階堂雪
- シリウスの道
- 警視庁三ツ星刑事　佐々木丈太郎
- 刑事一代
- JIN-仁-
- 坂の上の雲 第3部
- 科捜研の女 season11
- 渡る世間は鬼ばかり 2013年2時間スペシャル
- イグナイト -法の無法者- 第9話・第10話（2025年6月13日・20日、TBS） - 警視庁刑事 役[4]

### 吹き替え
- ブーリン家の姉妹

### 劇場版アニメ
- コクリコ坂から

### ラジオドラマ
- FMシアター　こんぴら夫婦（2012年9月22日、NHK-FM）

### CM
- NTTドコモ関西